# Hutton-le-Hole
Hutton-le-Hole – wieś w Anglii, w hrabstwie North Yorkshire, w dystrykcie (unitary authority) North Yorkshire. Leży na terenie parku narodowego North York Moors, 40 km na północ od miasta York i 315 km na północ od Londynu.